# Beneh Kohol
Beneh Kohol (persiska: نبه کهل, بنه کهل) är en ort i Iran.   Den ligger i provinsen Östazarbaijan, i den nordvästra delen av landet, 500 km nordväst om huvudstaden Teheran. Beneh Kohol ligger 1 788 meter över havet och antalet invånare är 646.
Terrängen runt Beneh Kohol är kuperad åt sydost, men åt nordväst är den platt. Beneh Kohol ligger nere i en dal.Runt Beneh Kohol är det ganska glesbefolkat, med 42 invånare per kvadratkilometer. Närmaste större samhälle är Bostānābād, 6,6 km norr om Beneh Kohol. Trakten runt Beneh Kohol består i huvudsak av gräsmarker.